# Raoping
Raoping is een arrondissement in de stadsprefectuur Chaozhou, dat in het oosten van de Chinese provincie Guangdong ligt. Het ligt vlak bij de Zuid-Chinese Zee. In 1990 had het 135.600 inwoners.
Raoping is beroemd om zijn zeevoedsel en fruit.
Vanaf Republiek China tot eind 1991 stond het onder het bestuur van Shantou. Daarna onder die van Chaozhou.